# 姈子內親王
姈子內親王（文永7年9月19日（1270年10月5日） - 德治2年7月24日（1307年8月22日））為後深草天皇之女三宮、後宇多天皇的皇后宮。生母為東二条院西園寺公子。女院号遊義門院。

## 略歴
文永7年（1270年）9月19日誕生。文永8年（1271年）、內親王宣下。弘安8年（1285年）8月、成為後二条天皇的准母，同時被冊立為皇后（尊稱皇后）。正應4年（1291年）8月，女院宣下，院號遊義門院。嘉元2年（1304年）1月，姈子內親王之生母東二条院崩御。同年7月，其父帝後深草上皇崩御。德治2年（1307年）7月24日，姈子內親王因急病而崩御。享年36歲。2日之後後宇多上皇出家。